# سد دن ساهونگ
سد دن ساهونگ (به لاتین: Don Sahong Dam) یک سد در لائوس است که در استان چامپاساک واقع شده‌است.